# بورگوس
بورگُس (اسپانیایی: Burgos) مرکز استان بورگس اسپانیا است.
جمعیت آن ۱۷۳٬۶۰۰ نفر و مساحتش ۱۰۸ کیلومتر مربع است.

## نگارخانه

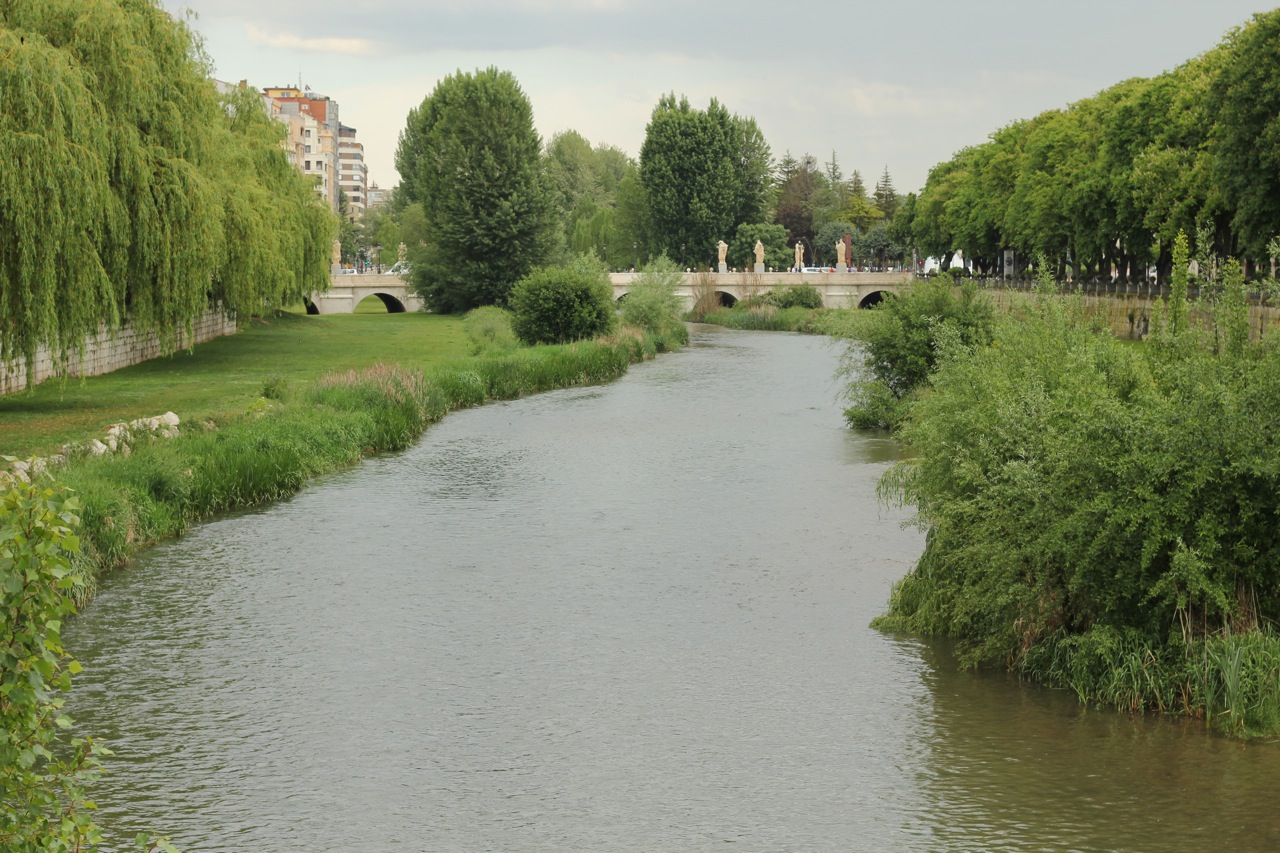
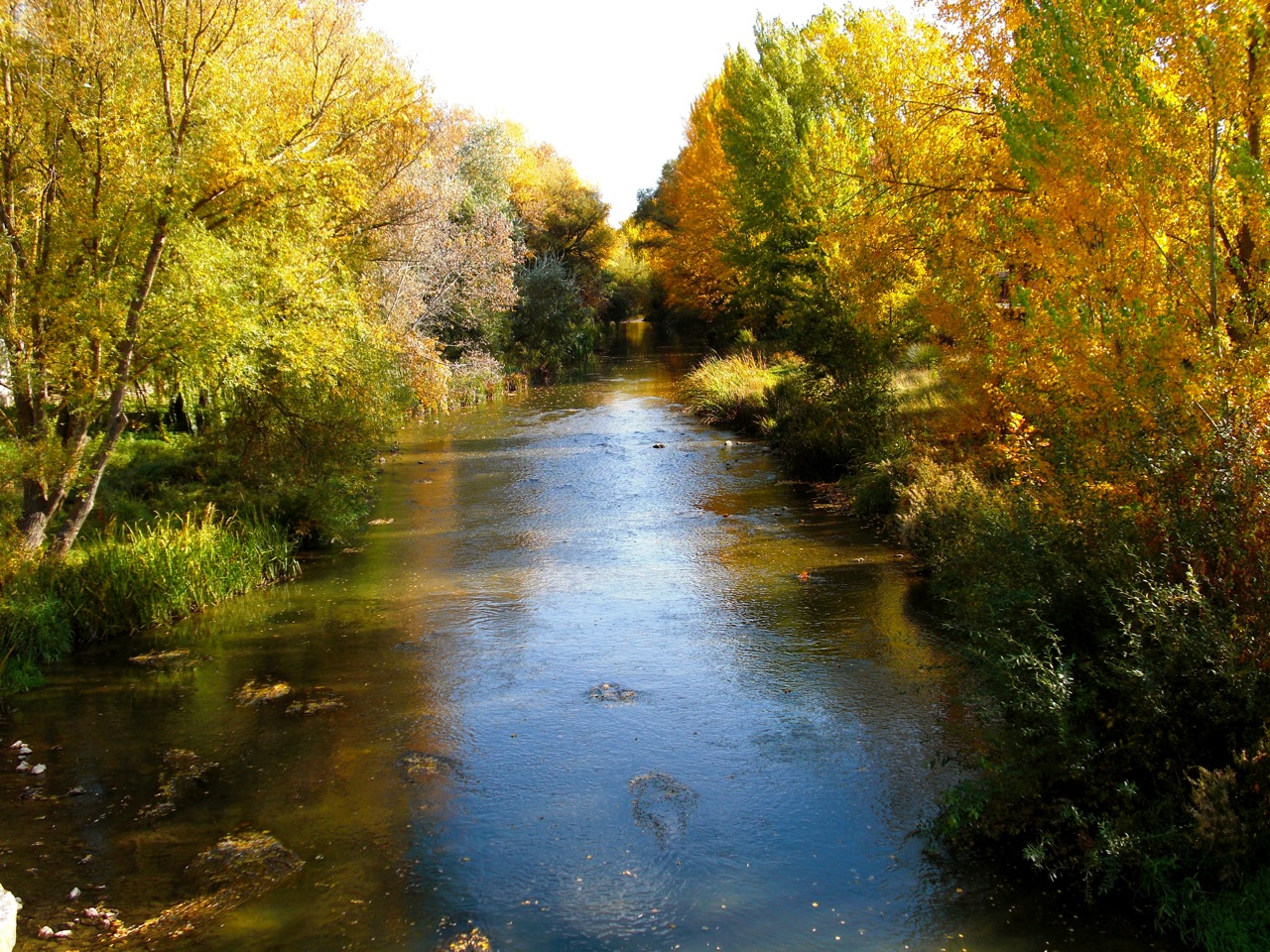
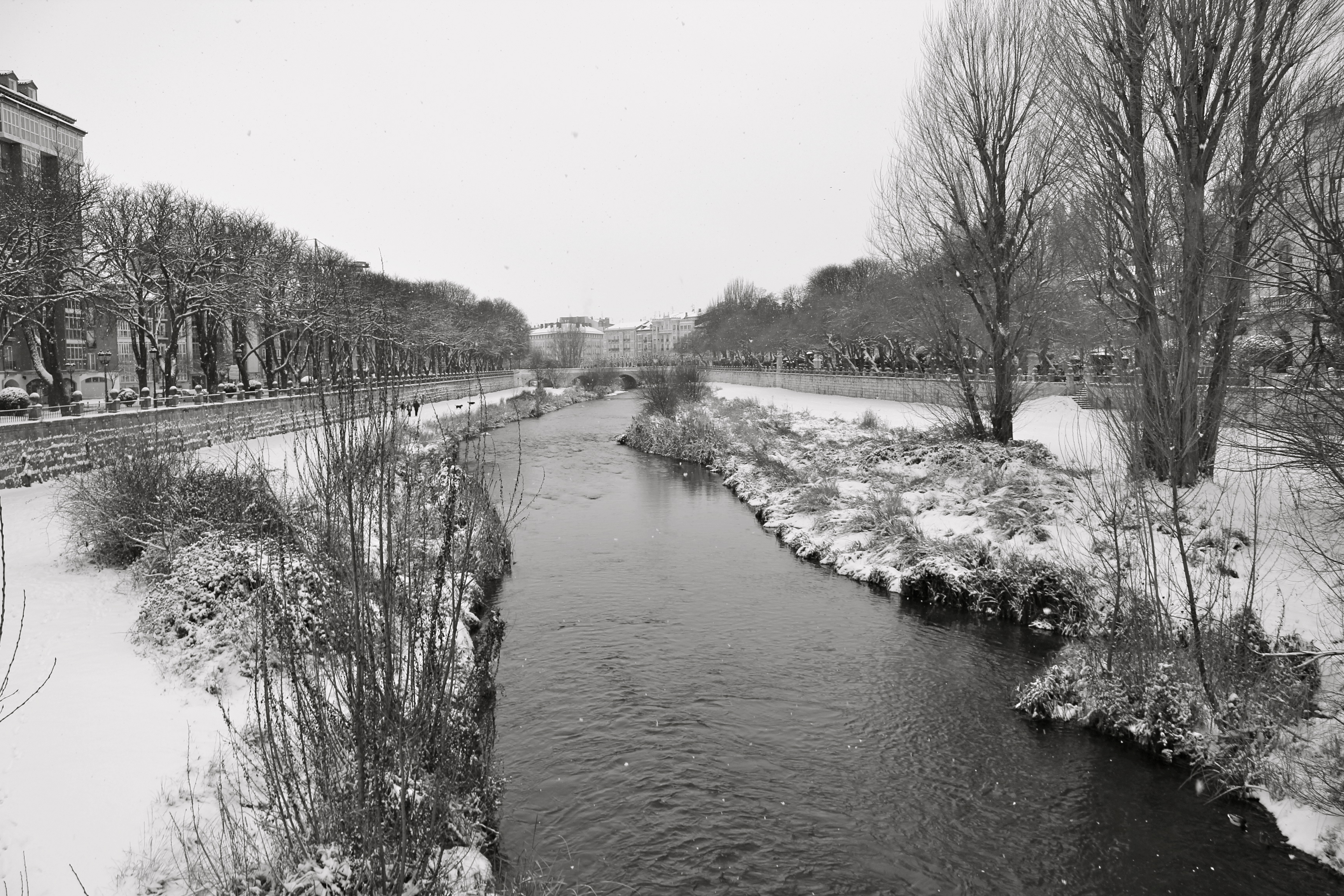